# Großfunkstelle Nauen

Telefunkenstation Nauen um 1918

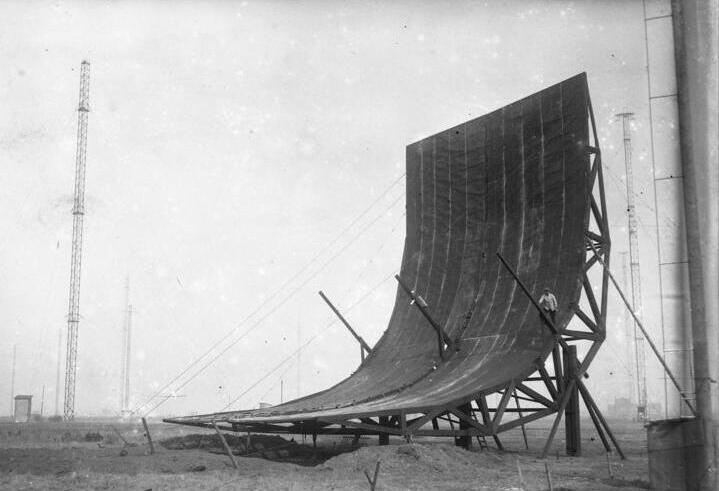
Antennenanlagen der Großfunkstelle 1930

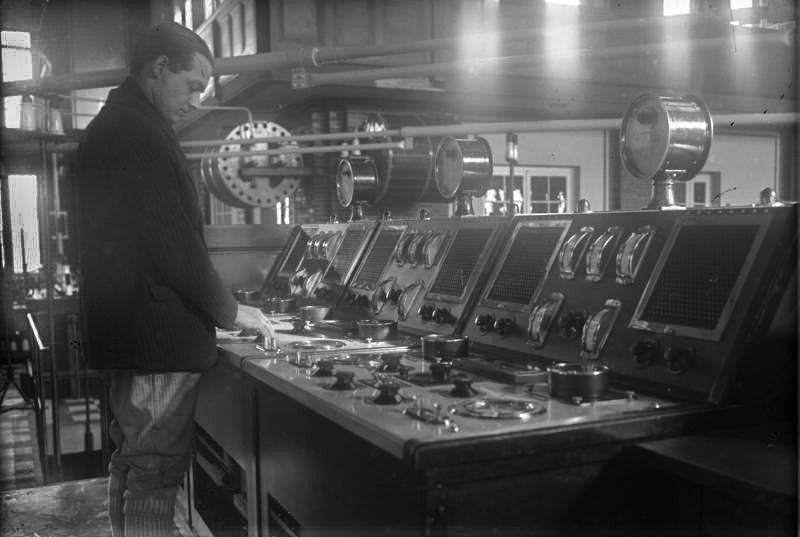
Umspul-Raum, 1930

Die Großfunkstelle Nauen ist die älteste noch bestehende Sendeanlage der Welt. Sie wurde am 1. April 1906 vom Telefunken-Ingenieur Richard Hirsch ins Leben gerufen, indem er nördlich von Nauen ein 40 Hektar großes Grundstück pachtete.
Die heutigen Sendeantennen wurden 1964 und 1997 fertiggestellt und sind 70 Meter und 80,5 Meter hoch. Die Station diente bis 2011 der Ausstrahlung des Programms der Deutschen Welle über Kurzwelle.

## Geschichte

### 1900–1914 Versuchsstation und Senderbau
Am 9. August 1906 wurde der Probebetrieb und am 16. August 1906 der operative Betrieb als Versuchsstation von Telefunken aufgenommen. Als Sendemast diente ein hundert Meter hoher, gegen Erde isolierter Stahlfachwerkmast, der eine Schirmantenne trug. Als Sender wurden Knallfunkensender verwendet.
Da die Station nicht über einen Stromanschluss verfügte, wurde im Sendergebäude, einem leichten Fachwerkhaus, eine Lokomobile mit einer Leistung von 35 PS aufgestellt, welche einen 50-Hz-Wechselstromgenerator mit 24 kVA Leistung antrieb.
Bereits bei den ersten Funkversuchen wurden die Signale Nauens von den Stationen in Norddeich (ca. 300 Kilometer), Rigi-Scheidegg (ca. 700 Kilometer) und Sankt Petersburg (ca. 1300 Kilometer) empfangen.
Im Jahr 1909 wurden als Sender Löschfunkensender installiert, mit denen Reichweiten von 5000 Kilometern erzielt werden konnten.
1911 gelang erstmals eine Funkverbindung mit der Funkstation Kamina in der damaligen deutschen Kolonie Togo. Im selben Jahr wurde auch der Antennenmast auf 200 Meter Höhe aufgestockt, den allerdings ein Sturm am 31. März 1912 zerstörte. Er wurde durch eine Antenne ersetzt, die zwischen zwei 120 Meter hohen Masten gespannt war. Ende 1912 wurde diese wiederum durch eine von fünf Masten getragene L-Antenne mit V-förmigen Grundriss ersetzt.
1913 wurde in Nauen der erste Maschinensender aufgebaut und in Betrieb genommen. Er arbeitete mit Frequenzverdopplung nach dem System Arco. Am 10. Februar 1914 wurde eine 1037 Meter lange, von einem 260 Meter hohen und zwei je 120 Meter hohen Masten getragenen L-Antenne installiert. Zeitgleich erhielt die Station ein neues Sendergebäude.
Am 13. März 1914 konnte erstmals die Funkstation Windhoek in Deutsch-Südwestafrika erreicht werden. (Siehe auch: Funkstationen in Deutsch-Südwestafrika)

### 1914–1945
Mit Beginn des Ersten Weltkriegs unterstand die Station dem Reichsmarineamt und bekam eine große Bedeutung, denn die nach Deutschland führenden Überseekabel waren von den gegnerischen Staaten unterbrochen worden. Von Nauen aus erreichte die Nachricht vom Kriegsausbruch die deutschen Kolonien, die wiederum zahlreiche deutsche Handelsschiffe warnten.
1916 erfolgte auf Drängen von Hans Bredow (damaliger Telefunken-Direktor und späterer Reichsrundfunk-Kommissar) der Ausbau der Station. So wurde die Antennenanlage enorm vergrößert und weitere Hochfrequenzmaschinensender aufgestellt.
Von 1918 bis 1931 gehörte die Anlage zur Transradio AG. 1920 bekam die bis dato fertiggestellte Hauptantenne der Station, welche von zwei 260 Meter und von vier 125 Meter hohen Masten getragen wurden, beachtliche Ausmaße: sie erstreckte sich über eine Länge von 2484 Metern. Im rechten Winkel zu dieser gab es noch eine kleinere Antenne, die von drei Masten getragen wurde, von denen einer wie ein Freileitungsmast aussah. Außerdem wurde 1920 das von Hermann Muthesius gestaltete neue Sendegebäude, der charakteristische Muthesiusbau, das einer Kathedrale vergleichbare Gebäude der Hochfrequenztechnik errichtet. Die modernisierte Sendestelle wurde am 29. September 1920 durch Reichspräsident Friedrich Ebert eingeweiht. Dazu erschienen eine Festschrift und ein Führer durch die Station.
1923 wurde in Nauen der letzte Maschinensender aufgestellt, ab 1924 folgten Kurzwellensender.
Am 1. Januar 1932 übernahm die Deutsche Reichspost die Station. Obwohl in den 1930er Jahren längst Röhrensender Stand der Technik waren, wurden die Maschinensender 1937 noch modernisiert.
Im Zweiten Weltkrieg dienten die Längstwellensender der Station hauptsächlich zur Übermittlung von Befehlen an getauchte U-Boote.

### 1945–1990
Die Station, die den Zweiten Weltkrieg unbeschadet überstand, unterlag ab Ende Mai 1945 der Demontage durch die sowjetischen Besatzungsmacht. Alle technischen Einrichtungen wurden abgebaut und die Masten der Station gesprengt. Ob und wo die Maschinensender in der Sowjetunion zum Einsatz kamen, ist nicht bekannt.
Ursprünglich sollte auch der 1920 errichtete Muthesiusbau gesprengt werden, doch konnte dies durch gezielte Überzeugungskraft verhindert werden.
Bis 1955 herrschte Funkstille in Nauen und das Gebäude wurde als Kartoffellager genutzt. 1955 begann in Nauen der Aufbau von Kurzwellensendern, erst für diplomatische Kontakte, ab 1958 auch für den Auslandsrundfunk der DDR, Radio Berlin International. Als Sendeantennen wurden zunächst 39 Rhombusantennen errichtet.
Hierzu entstand 1956 das Funkamt Nauen als Dienststelle der Deutschen Post. Von hier wurden das Nauener Zeitzeichen, der zentrale Wetterdienst sowie alle ADN-Nachrichten gesendet.
Im Jahr 1964 errichtete man am Dechtower Damm eine der ersten drehbaren Kurzwellenantennen. Die noch heute existierende Antenne hat eine Höhe von 70 Metern. Sie verfügt über zwei Antennenfelder von 40 und 70 Tonnen Masse.
1972 wurde in der Nähe dieser Antenne eine Vorhangantenne errichtet und weitere Sender in Betrieb genommen.
Von 1959 bis zum 3. Oktober 1990 sendete von hier außerdem RBI Radio Berlin International, ein mehrsprachiges DDR-Auslandsprogramm, bis zur Auflösung des Funkamtes Nauen 1990. Die Deutsche Welle DW übernahm die Frequenzen nahtlos.
Nach der deutschen Wiedervereinigung ging die Anlage in Nauen an die Deutsche Bundespost über. Alle Sender und Antennen, die nicht dem Kurzwellenrundfunk dienten, wurden außer Betrieb genommen und abgebaut.

### 1990–Gegenwart

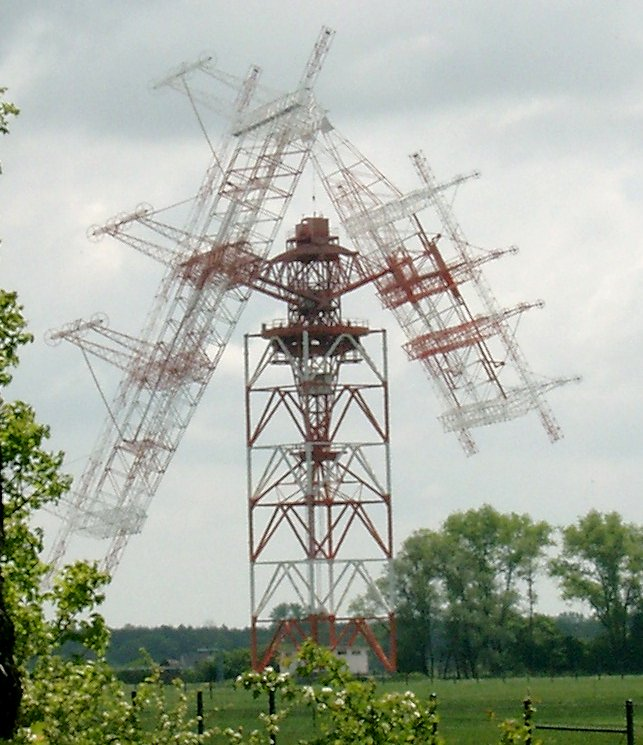
Drehstandantenne in Nauen

Von 1995 bis 1997 wurde in Nauen eine neue Antennenanlage errichtet. Sie besteht aus vier drehbaren Kurzwellenantennen der damaligen Firma Thomcast/Thomson Broadcast GmbH, und vier 500-Kilowatt-Sendern, die von der Firma Telefunken Sendertechnik gefertigt wurden und bis auf die Endstufe volltransistorisiert sind. (Beide Herstellerfirmen sind seit 2019 nach mehreren Umfirmierungen und Fusionen in der Elsyscom GmbH vereinigt.) Als Besonderheit erlauben die drehbaren Antennen unlimitierte Rotation in alle Richtungen. Die HF-Energieübertragung erfolgt dabei kontaktlos (kapazitiv), die Übertragung von Steuer- und Versorgungsspannungen über Schleifringe. Zwei der vier Antennen haben ein umschaltbares Vertikaldiagramm für unterschiedlich weit entfernte Zielgebiete.
Seit 2008 gehört die Sendeanlage dem Unternehmen Media Broadcast.
Das niederländische Rundfunkprogramm The Mighty KBC sendet unregelmäßig sonntags über die Anlagen der Großfunkstelle Nauen auf der Frequenz 6095 kHz mit einer effektiven Strahlungsleistung von 100 kW.
Die Radiosendung Gruß an Bord, die sich an Seeleute in aller Welt richtet, wurde im 70. Jahr ihres Bestehens im Auftrags des Norddeutschen Rundfunk an Heiligabend 2023 auf dazu eigens angemieteten Frequenzen über den Kurzwellensender Nauen ausgestrahlt.
Derzeitiger Sendestellenleiter ist der Ingenieur Matthias Quolke.
Ende September 2024 wurde bekannt, dass das Adventist World Radio (AWR) den Sendebetrieb über angemietete Kurzwellensender in Europa zum Jahreswechsel komplett einstellt. Das AWR war der letzte große Mieter für die Sendeanlagen in Moosbrunn und Nauen. Die Media Broadcast als Betreiber der Großfunkstelle Nauen hat sich bisher nicht zu möglichen Konsequenzen geäußert. Im bereits veröffentlichten Sendeplan des HFCC sind insgesamt 113 Frequenzbuchungen der Media Broadcast für den Sender eingetragen.

## Architektur

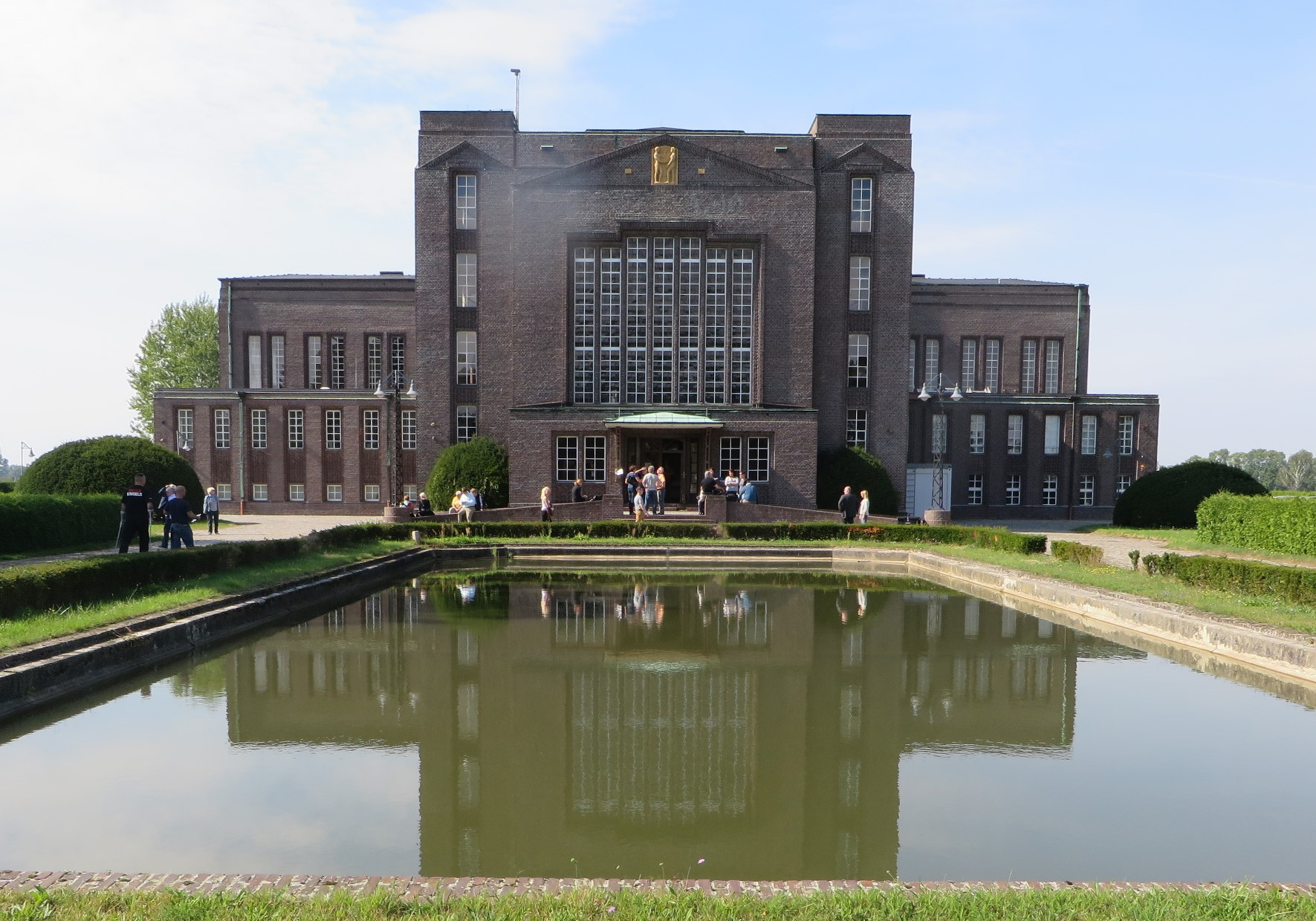
Hauptgebäude der Großfunkstelle Nauen von 1920, Architekt: Hermann Muthesius

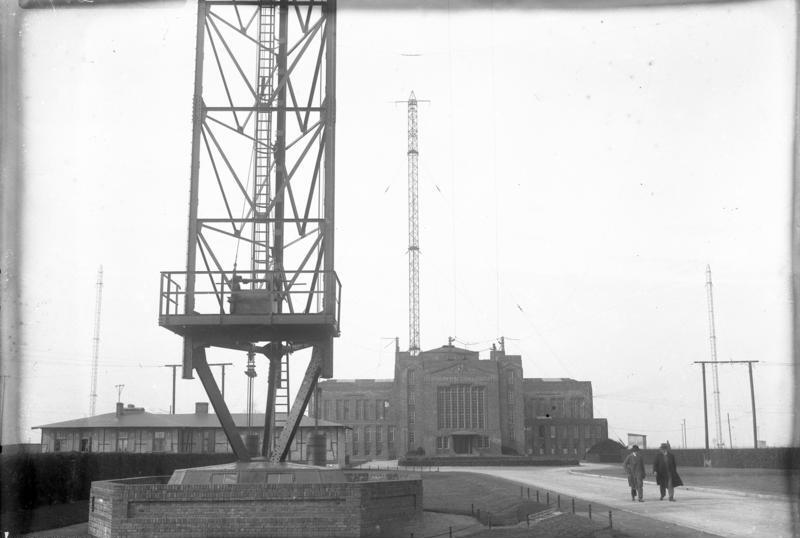
Großfunkstelle im Januar 1931, im Hintergrund der Muthesiusbau

### Sendergebäude
Das größte Gebäude für die Funkstation ist ein unverputzter mehrgliedriger Baukomplex in den Grundformen von Würfeln und Rechtecken mit Klinkerverkleidung. Das Bauwerk integrierte das frühere Sendehaus und enthielt nun alle Sendeanlagen. Außen sind alle Gebäudeelemente mit langen Fensterachsen unterschiedlicher Höhe und Breite gestaltet, die Dächer sind flach. Durch zurückgesetzte dreieckige Mauerflächen in der Hauptfassade entsteht die Andeutung von Giebeln. Über den Seitenteilen der Fassade schließen die Fensterbänder ebenfalls mit kleinen Dreiecken. Die Dreiecke und die Fenster wirken auf einen Betrachter aus größerer Entfernung wie Sendemasten oder Pfeile. Der Baustil folgt dem beginnenden Kubismus.
Über dem Haupteingang, der mittels zweier gegenläufiger Rampen und einer breiten Treppe erreichbar ist, erhebt sich eine siebenachsige Fensterfläche und darüber war der Schriftzug Drahtloser Übersee-Verkehr angebracht. (Der Schriftzug wurde nach 1945 abgeschlagen.) Als einzigen Schmuck hatte Muthesius eine Reliefskulptur auf einer Sandsteintafel anfertigen lassen, die zwei Männer zeigt, die sich gegenseitig die Hände schüttelten, die Gruppe fand ihren Platz in der Dreieckspitze. Auch die Seitenwände waren großflächig mit Fensterbändern über bescheidenen Portalen gegliedert. Im Inneren verbarg sich im Zentrum ein Vortragssaal mit einem Vorhang an beiden Stirnseiten, der große Sendesaal mit einer Fläche 1000 m² wurde sichtbar. Wenn die Vorhänge für Besucher weggezogen wurden, sahen sie die eindrucksvolle Sendetechnik, Kabel, leuchtende Röhren u. a. Wie oben dargestellt, wurde die historische Technik nach dem Zweiten Weltkrieg ausgebaut und in die Sowjetunion verbracht. Die spätere Wiedernutzung erfolgte mit kleineren, leistungsfähigeren Apparaturen, die aber seit der Außerbetriebnahme der Funkstelle auch nicht mehr vorhanden sind. Die Halle stand längere Zeit leer, später konnten einige historische Ausstellungsstücke aus dem Bereich Rundfunk hier aufgestellt werden.

### Technik und Infrastruktur
Auf dem gesamten Areal verteilten sich Sendemasten in verschiedenen Höhen und Formen entsprechend dem zu bedienenden Funkwellenbereich. Dazu gab es eine Trafostation, eine eigene Wasserversorgung und Wohnbauten für Angestellte.
Im Jahr 1922 erfolgten noch einige Ergänzungsbauten auf dem Gelände.
1930 entstand hier ein Versuchsbau für Fernsehsendungen im Ultrakurzwellenbereich (UKW).

## Zwischenfälle
Am 18. Oktober 1997 fuhr ein mit Wasserstoff gefüllter Gasballon in einem Abstand von weniger als 100 Metern in das Strahlungsmaximum der Antenne 2. Hierbei kam es zu elektromagnetischen Reaktionen der im Ballonnetz eingearbeiteten Stahlfasern. Dies führte zu einer Erhitzung, was letztlich zum Durchschmelzen des Netzes und einem Brand der Ballonhülle (Verpuffung) führte. Der Korb trennte sich vom Ballon und stürzte aus einer Höhe von ca. 180 m in der Nähe der Funkanlage in einen Graben. Hierbei fanden die vier Insassen den Tod.